# Alfredo Augusto de Albuquerque

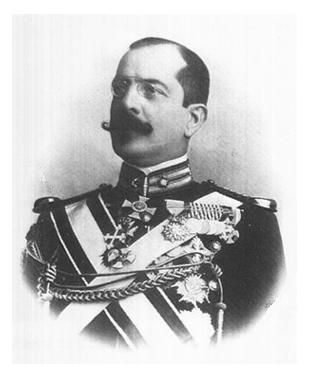
O coronel Alfredo Augusto de Albuquerque.

Alfredo Augusto José de Albuquerque (Tarouca, 1875 - ?), foi membro da Guarda Real da Rainha D. Amélia, estribeiro-mor da Casa Real, comandante do Regimento de Lanceiros N.º 2, antigo Regimento de Cavalaria Lanceiros 2 D'El Rei, primeiro director do Museu Nacional dos Coches, serviu como coronel às ordens do rei D. Carlos I e foi coronel honorário do rei D. Manuel II.

## Biografia
Filho de D. João de Albuquerque, fidalgo da Beira ,e de Dona Teresa de Jesus, descendente dos fidalgos da Casa e do Morgado do Poço, em Lamego, e da Casa da Figueira Quinta da Granja, na Figueira (Lamego).
Participou na instrução militar dos Príncipes Reais, Luís Filipe e Manuel, foi Estribeiro-Mor da Casa Real e do rei D. Carlos I. Serviu o rei D.Manuel II como Coronel Honorário entre 1908 e 1910.
Estava presente no Terreiro do Paço no dia do regicídio, em 1 de Fevereiro de 1908, enquanto esperava pela chegada a Lisboa da família real, que vinha de Vila Viçosa.
Na revolução republicana de 5 de Outubro de 1910, que teve inicio em 3 de Outubro, distinguiu-se, junto com Paiva Couceiro, nos combates pelas hostes leais ao Rei com o seu regimento na rotunda, tendo-lhe sido oferecida uma fotografia de D. Manuel II, autografada pela mão do próprio Rei, onde lhe escreveu:
Ao grande herói da rotunda offce Manuel, Rei 4/10/1910.